# Housse de couette

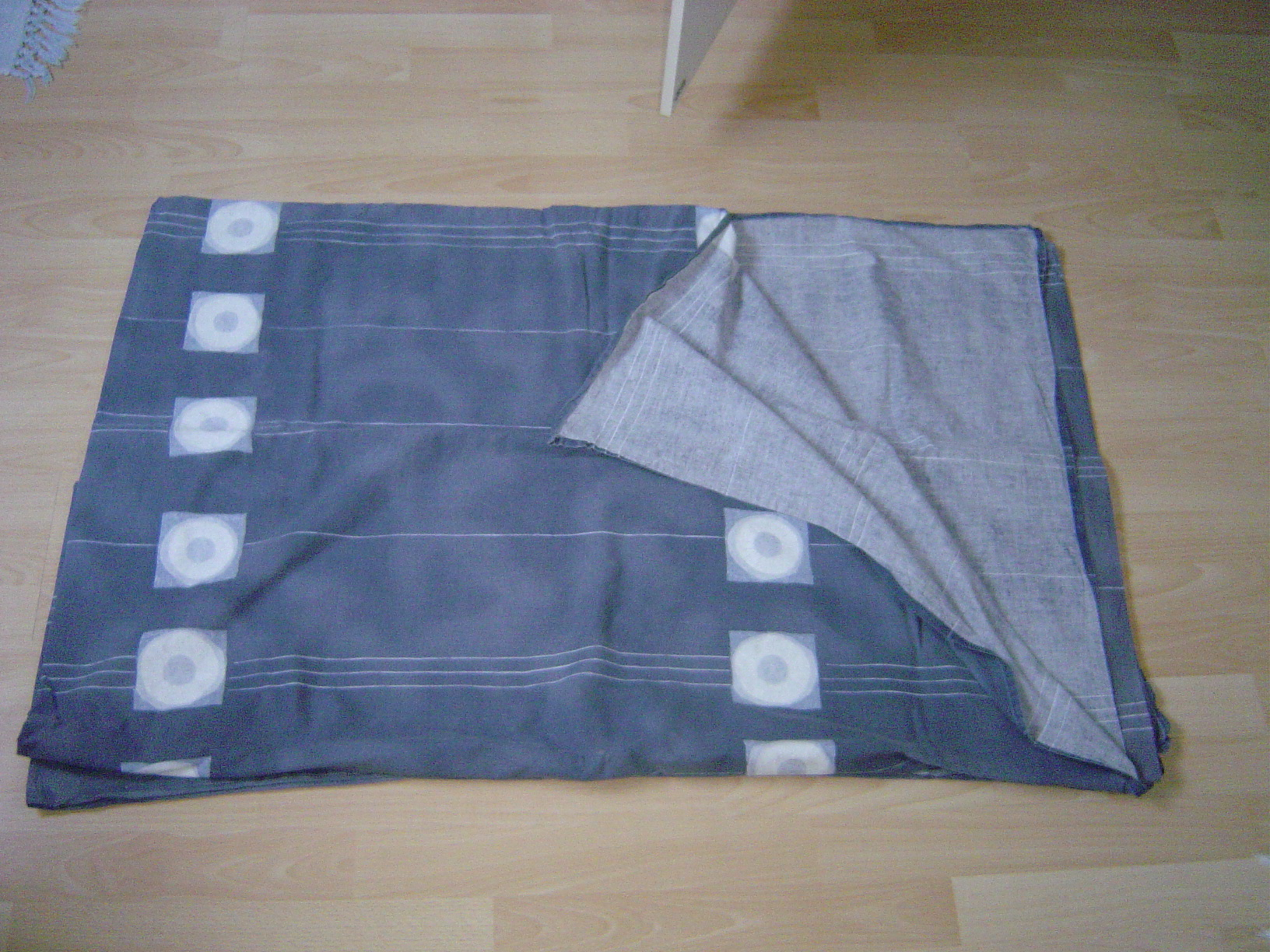
Une house de couette avec une partie pliée pour en montrer l'intérieur

Une housse de couette est une enveloppe de tissu dans laquelle se glisse la couette. 
La housse est plus légère et moins encombrante qu’une couette, elle peut être lavée dans un lave-linge traditionnel ; plus économique, elle permet de changer régulièrement la décoration de sa chambre. La plupart[réf. souhaitée] des housses de couettes sont réalisées en 100% coton ou dans un mélange de fibres de polyester et coton. On trouve également des modèles en satin ou en lin. 
Suivant l’évolution de l’industrie textile, la grande majorité des housses de couettes est fabriquée dans les pays émergents (Chine, Inde, Pakistan et Turquie), grands producteurs de coton et aux coûts de main-d’œuvre plus bas, mais il existe encore quelques fabricants en France implantés principalement dans les régions Hauts-de-France et Grand Est[réf. souhaitée].